# Desdolarização
A desdolarização é o processo de substituição do dólar americano como moeda usada para:
- Comércio de petróleo e/ou outras commodities (ver Petrodólar)
- Compra de dólares americanos para as reservas cambiais.
- Acordos comerciais bilaterais.
- Ativos denominados em dólares.

Desde o estabelecimento dos acordos de Bretton Woods, o dólar americano é usado como meio de comércio internacional. Nos últimos anos, vários países estão fazendo a transição para o comércio em moedas nacionais.

## Desenvolvimentos regionais

### Austrália
Em 2013, a Austrália fez um acordo com a China para negociar em moedas nacionais.

### Brasil
Em 2013, durante a cúpula do BRICS, o Brasil fez um acordo com a China para comercializar reais e yuans chineses.

### China
Desde 2011, a China está gradualmente mudando do comércio em dólares americanos e em favor do yuan chinês. Fez acordos com Austrália, Rússia, Japão, Brasil e Irã para comércio em moedas nacionais. Foi relatado que no primeiro trimestre de 2020 a participação do dólar no comércio bilateral entre a China e a Rússia caiu abaixo de 50% pela primeira vez.
Em 2015, a China lançou o CIPS, um sistema de pagamento que oferece serviços de compensação e liquidação aos seus participantes em pagamentos e transações transfronteiriças em Renminbi(yuan), como alternativa ao SWIFT.

### União Europeia
Desde o final de 2019, os países da UE estabeleceram o INSTEX, um veículo europeu para fins especiais (SPV) para facilitar as transações não-dolarizadas e não-SWIFT com o Irã para evitar a violação das sanções dos EUA. Em 11 de fevereiro de 2019, o vice-ministro das Relações Exteriores da Rússia, Sergei Ryabkov, afirmou que a Rússia estaria interessada em participar da INSTEX.

### Irã
Desde março de 2018, a China começou a comprar petróleo em yuans lastreados em ouro.
Em 31 de março de 2020, a primeira transação Irã-UE INSTEX foi concluída. Cobriu uma importação de equipamento médico para combater o surto de COVID-19 no Irã.

### Iraque
Em 2000, o Iraque anunciou que iria precificar suas vendas de petróleo em euros, afastando-se do dólar americano que Saddam descreveu como "a moeda do inimigo"

### Japão
Em 2011, o Japão fez um acordo com a China para negociar em moedas nacionais. O comércio sino-japonês vale atualmente cerca de US $ 300 bilhão.

### Rússia
A Rússia acelerou o processo de desdolarização em 2014 como resultado do agravamento das relações com o Ocidente. Em 2017, o SPFS, um equivalente russo do sistema de transferência financeira SWIFT, foi desenvolvido pelo Banco Central da Rússia. O sistema está em desenvolvimento desde 2014, depois que o governo dos Estados Unidos ameaçou desconectar a Rússia do sistema SWIFT. A Lukoil, empresa estatal, anunciou que encontrará um substituto para o dólar.
Em junho de 2021, a Rússia disse que eliminará o dólar de seu Fundo Nacional de Riqueza para reduzir a vulnerabilidade às sanções ocidentais apenas duas semanas antes de o presidente Vladimir Putin realizar sua primeira reunião de cúpula com o líder norte-americano Joe Biden.

### Venezuela
Em agosto de 2018, a Venezuela declarou que fixaria o preço de seu petróleo em euros, yuans, rublos e outras moedas.